# Plan meet advantage
Plan meet advantageとは、アカデミックディベートにおいて使われる言葉で、PlanからAdvantageが生まれない（解決性がない）ことを述べる議論のことを指す。PMAと略される。日本語ディベートにおいては解決性アタックと称される事が多い。
No Solvencyは「Planは問題の原因を解決するだけの効果がない」と、同一の原因に言及するのに対して、PMAは「別の原因が存在するから、問題は解決しない」と、他の原因に言及する議論である。たとえば、日米安保条約を破棄するというPlan、「日米安保条約破棄によって日本と米国の関係が解消するから、日本がテロの対象から外れる」というAdvantageがあったとして、「日本と米国の関係は、貿易などでも存在しているから、Planだけでは日米関係は解消しない」という反論がNo Solvencyであり、「裕福な国であるというのもテロの対象の理由になるから、日米関係が解消しても、日本が裕福な国である限りテロの対象からは外れない」という反論がPMAである。